# 乙酸正丙酯

乙酸正丙酯，结构式CH3C(O)On-C3H7。

## 性质
无色具有柔和果香的液体。微溶于水，与醇、醚、酮、烃等多种有机溶剂互溶。毒性较低。

## 制备
由乙酸与正丙醇在硫酸催化进行酯化，再经蒸馏、洗涤、脱水和精馏而得。
{\displaystyle \ CH_{3}COOH+CH_{3}CH_{2}CH_{2}OH\ {\xrightarrow {H_{2}SO_{4}}}\ }{\displaystyle \ CH_{3}COOCH_{2}CH_{2}CH_{3}+H_{2}O}

## 用途
用作印刷油墨、香料和硝酸纤维素等其他纤维素衍生物的溶剂。